# Tandilia sagitta
Tandilia sagitta là một loài bướm đêm trong họ Noctuidae.